# Věchnov
Věchnov (in tedesco Wiechnow) è un comune ceco situato nel distretto di Žďár nad Sázavou, nella regione di Vysočina.